# كلير سويني
كلير سويني (بالإنجليزية: Claire Sweeney)‏ هي مغنية ومقدمة تلفزيونية بريطانية، ولدت في 17 أبريل 1971 في والتون ‏ في المملكة المتحدة.

## وصلات خارجية
- كلير سويني على موقع IMDb (الإنجليزية)
- كلير سويني على موقع ميوزك برينز (الإنجليزية)
- كلير سويني على موقع قاعدة بيانات الفيلم (الإنجليزية)